# Igor Dobrovolski
Igor Ivanovici Dobrovolskij (russisk: Игорь Иванович Добровольский tr. Igor Ivanovitj Dobrovolskij, ukrainsk: Ігор Іванович Добровольський tr. Ihor Ivanovytj Dobrovolskyj, rumænsk: Igor Ivanovici Dobrovolski; født 27. august 1967) er en tidligere sovjetisk, ukrainsk, russisk og moldoviansk fodboldspiller, der har fortsat karrieren som træner.

## Aktiv karriere

### Klubkarriere
Dobrovoskij indledte sin karriere i Nistru Chișinău, hvorfra han i 1986 skiftede til den sovjetiske storklub, Dynamo Moskva. Efter opløsningen af Sovjetunionen skiftede han som flere andre spillere fra denne nation til vestlige klubber, og han fik først kontrakt i italienske Genoa C.F.C. Senere spillede han i klubber som Olympique de Marseille, Atletico Madrid og Fortuna Düsseldorf, inden han sluttede karrieren i moldoviske CS Tiligul-Tiras Tiraspol i 2005. Dobrovolskij spillede primært på den offensive midtbane.

### Landshold
Han fik debut på det sovjetiske landshold i 1986 og spillede derpå frem til nationens opløsning i 1991. Han var blandt andet med på holdet ved OL 1988 i Seoul, hvor Sovjetunionen vandt sin indledende pulje, fulgt af sejr i kvartfinalen over Australien og sejr i semifinalen over Italien efter forlænget spilletid. I finalen mødte Sovjetunionen Brasilien, og også denne kamp gik i forlænget spilletid, hvor Jurij Savitjev scorede til 2-1 og dermed sikrede holdet guld, mens Vesttyskland vandt bronzekampen.
Han repræsenterede senere SNG, blandt andet ved EM 1992, hvor han spillede alle holdets tre kampe, og senere igen Rusland, hvor han blandt andet var med til EM 1996. I alt spillede han 47 landskampe og scorede her ti mål.

## Trænerkarriere
I sine sidste år som spiller fungerede Dobrovolskij også som træner for Tiligul-Tiras, en funktion han fortsatte i, da han stoppede som spiller. I 2006 blev han 
assistent og senere landstræner for Moldova. Han stod i spidsen for holdet i 25 kampe. Senere blev han træner i flere klubber i Moldova, Rumænien og Rusland. Han var senest træner for FC Dinamo-Auto Tiraspol fra januar 2018 til nytår 2021-2022.